# På vej mod Mars
|  | Denne artikel er oprettet af botten PalnaBot ud fra en ekstern database. Den kan derfor have sproglige fejl eller mangler. Denne skabelon kan fjernes efter kontrol af indholdet. |

På vej mod Mars er en film instrueret af Robert Fox efter eget manuskript.

## Handling
Hvor ender universet? Er der liv derude? I denne dokumentarfilm fortæller forfatteren Inge Eriksen, astrofysikeren Jens Martin Knudsen og professor Holger Bech Nielsen om livet i rummet. Inge Eriksen har i sine romaner rejst i både tid og rum og er ikke i tvivl om, at menneskets fremtid er galaktisk. Bech Nielsen mener også, at det er muligt at kolonisere rummet, men undrer sig over, hvorfor Sydpolen så ikke allerede er overbefolket. Astrofysikeren arbejder mest konkret med forskningsrejser til Mars og forklarer, at vi forsker i liv på Mars for bedre at forstå os selv og livets begyndelse her på Jorden.